# Anton Lajovic
Anton Lajovic, slovenski skladatelj in sodnik, * 19. december 1878, Vače pri Litiji, † 28. avgust 1960, Ljubljana.
Prvo glasbeno izobrazbo je prejel na šoli Glasbene matice v Ljubljani. Leta 1899 se je na Dunaju  vpisal na pravno fakulteto in hkrati na glasbeni konservatorij; študiral je s pomočjo Ravnikarjeve štipendije. Leta 1911 je opravil sodniški izpit in postal sodnik na Brdu. Kot sodnik je bil zaposlen še v Kranju in Ljubljani, v letih pred 2. svetovno vojno pa je bil sodnik Vrhovnega sodišča ("Stol sedmorice") v Zagrebu. Ob ustanovitvi Akademije znanosti in umetnosti v Ljubljani leta 1938 (kasneje SAZU), je postal njen redni član. Prešernova nagrada za življenjsko delo mu je bila dodeljena leta 1954. V slovensko glasbo je vnesel vplive novoromantike, francoskega impresionizma in glasbenega naturalizma. Komponiral je pretežno za vokalne ali pa z vokalom povezane druge instrumentalne zasedbe. 
Njegova nečaka sta dirigent Uroš Lajovic in skladatelj Aleksander Lajovic.

## Dela
Njegov opus obsega okrog 40 samospevov, 20 zborovskih skladb, 2 kantati, 5 simfoničnih pesnitev in druga dela.

### Zborovska dela
- lan- skladba za mešani zbor

### Album samospevov za glas s klavirjem
Natisnjeno 1956
1. Zacvela je roža
2. Mesec v izbi
3. Več ne šumi rž
4. Pesem starca
5. Bujni vetri v polju
6. Norčeva jesenska pesem
7. Zacvela je roža (za srednji glas)
8. Mesec v izbi (za srednji glas)
9. Pesem starca (za srednji glas)
10. Poljub
11. Zima
12. Jaz pa vem
13. Pesem nagajivka
14. Ak, tako prešla mi je mladost
15. O, da deklič je
16. Kaj bi le gledal
17. Iskal sem svojih mladih dni
18. Romanca
19. Serenada (Puškin)
20. Veter veje
21. Mati in dekle
22. Cveti, cveti rožica
23. Zunaj narahlo sapica piha
24. Pesem o tkalcu
25. Serenada (Oton Župančič)
26. Nočne poti
27. Begunka pri zibeli
28. Svetla noč
29. Spleen
30. Razdvojenost
31. Žalostna deklica
32. Otvi
33. V mraku
34. O, ti življenje
35. Mesečina
36. Večer